# AG2R Prévoyance/2004
Deze pagina geeft een overzicht van de wielerploeg Ag2r Prévoyance in 2004.

## Algemeen
Sponsors: Ag2r Prévoyance (verzekeringsmaatschappij)
Algemeen manager: Vincent Lavenu
Ploegleiders: Laurent Biondi
Fietsen: Décathlon/Campagnolo

## Renners
| Naam                 | Geboortedatum | Nationaliteit | Ploeg 2003            |
| -------------------- | ------------- | ------------- | --------------------- |
| Christophe Agnolutto | 06-12-1969    | Frankrijk     |                       |
| Mikel Astarloza      | 19-09-1979    | Spanje        |                       |
| Stéphane Bergès      | 09-01-195     | Frankrijk     |                       |
| Laurent Brochard     | 26-03-1968    | Frankrijk     |                       |
| Íñigo Chaurreau      | 14-04-1973    | Spanje        |                       |
| Samuel Dumoulin      | 20-08-1980    | Frankrijk     | Jean Delatour         |
| Andy Flickinger      | 04-11-1978    | Frankrijk     |                       |
| Simon Gerrans        | 16-05-1980    | Australië     | Carvalhelhos-Boavista |
| Stéphane Goubert     | 13-03-1970    | Frankrijk     | Jean Delatour         |
| Nicolas Inaudi       | 21-08-1978    | Frankrijk     |                       |
| Jaan Kirsipuu        | 17-07-1969    | Estland       |                       |
| Joeri Krivtsov       | 07-02-1979    | Oekraïne      | Jean Delatour         |
| Julien Laidoun       | 25-01-1980    | Frankrijk     |                       |
| Lloyd Mondory        | 26-04-1982    | Frankrijk     |                       |
| Jean-Patrick Nazon   | 18-01-1977    | Frankrijk     | Jean Delatour         |
| Christophe Oriol     | 28-03-1973    | Frankrijk     |                       |
| Nicolas Portal       | 23-04-1979    | Frankrijk     |                       |
| Erki Pütsep          | 23-05-1976    | Estland       |                       |
| Mark Scanlon         | 10-10-1980    | Ierland       |                       |
| Ludovic Turpin       | 22-03-1975    | Frankrijk     |                       |
| Stagiairs            |               |               |                       |
| Rémi Pauriol         | 04-04-1982    | Frankrijk     |                       |
| Christophe Riblon    | 17-01-1981    | Frankrijk     |                       |

2000 · 2001 · 2002 · 2003 · 2004 · 2005 · 2006 · 2007 · 2008 · 2009 · 2010 · 2011 · 2012 · 2013 · 2014 · 2015 · 2016 · 2017 · 2018 · 2019 · 2020 · 2021 · 2022 · 2023 · 2024 · 2025